# Daniel Borel
Pour les articles homonymes, voir Borel.
Daniel Borel, né le 14 février 1950 à Neuchâtel, est un ingénieur et informaticien suisse, cofondateur de Logitech,,.

## Biographie
Daniel Borel naît le 14 février 1950 à Neuchâtel.
Il obtient en 1973 un diplôme d'ingénieur physicien à l'École polytechnique fédérale de Lausanne après cinq ans d'études. Il devient ensuite assistant au Centre universitaire informatique de l'Université de Genève et complète sa formation en obtenant en 1978 un master en informatique à l'Université Stanford.
Il travaille ensuite pour Bobst, où il rencontre Pier Luigi Zappacosta. Ils cofondent Logitech à Apples en 1981 avec Giacomo Marini,. Il en est le directeur de 1982 à 1988 et de 1992 à 1998 et le président de 1982 à 2008. Il est ensuite membre du conseil d'administration de l'entreprise jusqu'en 2016, puis en est nommé président d'honneur.
Il quitte la Suisse pour la Californie en 1992, pour sauver sa société alors en crise[réf. nécessaire]. Il s'établit d'abord à Palo Alto, puis à Redwood City et Fremont.
Il est marié et père de trois enfants. Deux de ses fils travaillent en Californie : l'un chez Google, l'autre chez Logitech[réf. nécessaire]. Sa fille a vendu sa compagnie dans la FoodTech[réf. nécessaire].

### Autres activités
Il siège dans les conseils d'administration de Nestlé, Phonak Hearing Systems et de la banque Julius Bär.
Il crée en 2016 avec sa femme la fondation Defitech, dont le siège est à Morges et qui vise à mettre l'informatique au service des handicapés,.
Il crée également SwissUp qui propose, entre autres, un classement des universités suisses et le Salon de l'étudiant,.

### Distinction
En 2004, il reçoit un Alumni Award de la part de l'EPFL[réf. nécessaire].

### Sources bibliographiques
- Jean-Philippe Deschamps, Innovation Leaders: How Senior Executives Stimulate, Steer and Sustain Innovation, John Wiley & Sons, 2009  (ISBN 9780470687352)
- André Loranger, Dictionnaire biographique et historique de la micro-informatique, Sainte-Foy, Québec, Éditions MultiMondes, 2000  (ISBN 9782895440062)
- Ralf W. Seifert, Benoît F. Leleux, Christopher L. Tucci, Nurturing Science-based Ventures: An International Case Perspective, Springer Science & Business Media, 2008  (ISBN 9781846288746)